# Gentiana thunbergii
Gentiana thunbergii là một loài thực vật có hoa trong họ Long đởm. Loài này được (G.Don) Griseb. mô tả khoa học đầu tiên năm 1845.